# Sandeman

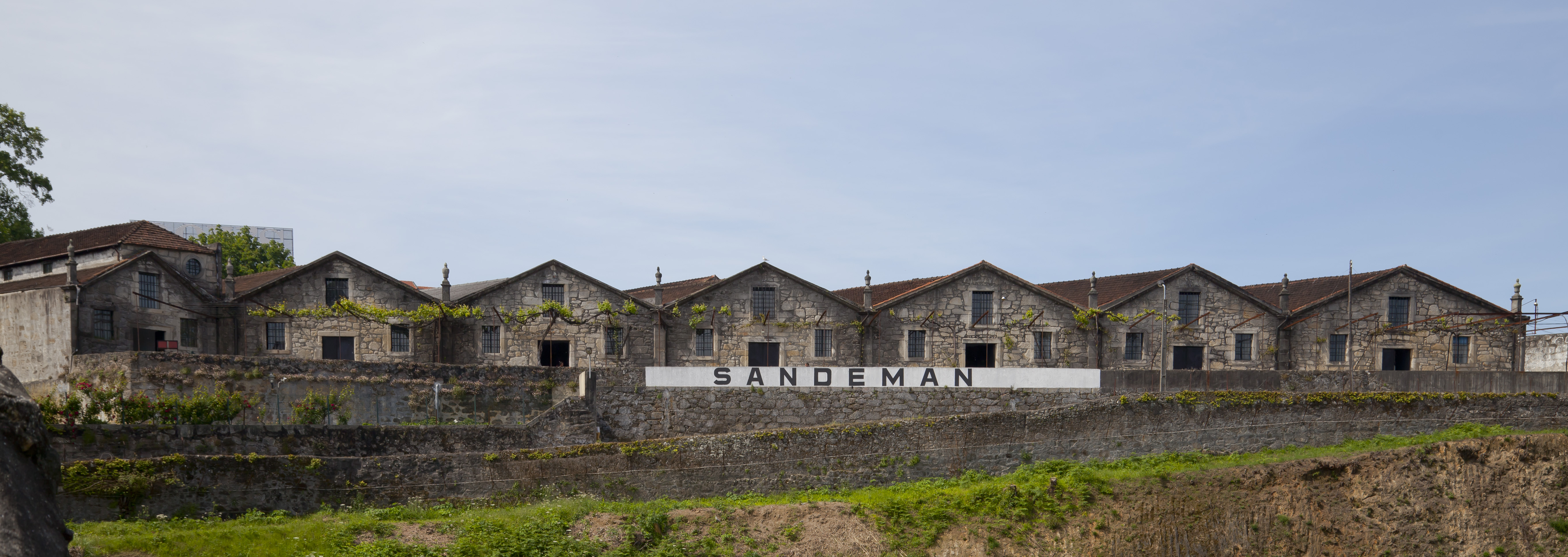
Sandeman in Vila Nova de Gaia

Sandeman è un'azienda vinicola portoghese, di origine inglese.

## Storia
Venne fondata nel 1790 a Londra da George Sandeman. Successivamente apre filiali a Cadice nel 1795 e a Vila Nova de Gaia nel 1811. Dal 2002 l'azienda fa capo a Sogrape Group.
Nel 1928 l'azienda commissionò a George Massiot Brown la realizzazione di nuovi poster pubblicitari. Questo portò alla nascita dell'inconfondibile silhouette nera che contraddistingue il marchio in tutto il mondo.

## Prodotti
Tra i vini commercializzati da Sandeman, possiamo citare il Porto, il Madera e lo Sherry.